# Giovanni Clunie
Giovanni Clunie (sinh ngày 20 tháng 12 năm 1994) là một cầu thủ bóng đá người Costa Rica.

## Thông tin
Chiều cao:192 cm
Quốc tịch: Costa Rica
Cân nặng: 82 kg
Đội hiện tại: ADR Jicaral (Tiền đạo)

## Sự nghiệp câu lạc bộ
Giovanni Clunie hiện đang chơi cho Zweigen Kanazawa.